# Helsingin Golf Club
Helsingin Golfklubi ry (Helsinki Golf Club) is een golfclub in Helsinki (Finland). Tali Golf, zoals de baan met 18 holes wordt genoemd, ligt in het park rond het historisch herenhuis Tali in het stadsdistrict Pitäjänmäki.
De golfbaan bestaat sedert 1932 en is de oudste Finse golfbaan. Elk jaar wordt er de Erkko Trophy georganiseerd, een internationaal amateurtoernooi voor dames en heren, dat sedert 1980 tevens het officieel Fins Amateurkampioenschap golf is. Het toernooi is genoemd naar Eljas Erkko (1895-1965), een Fins politicus en journalist die mede-oprichter was van de golfclub en later voorzitter van de Finse golffederatie. Van 2005 tot 2011 werd hier ook de Finnair Masters gehouden, een toernooi op de Ladies European Tour.